# São Benedito (Pau dos Ferros)

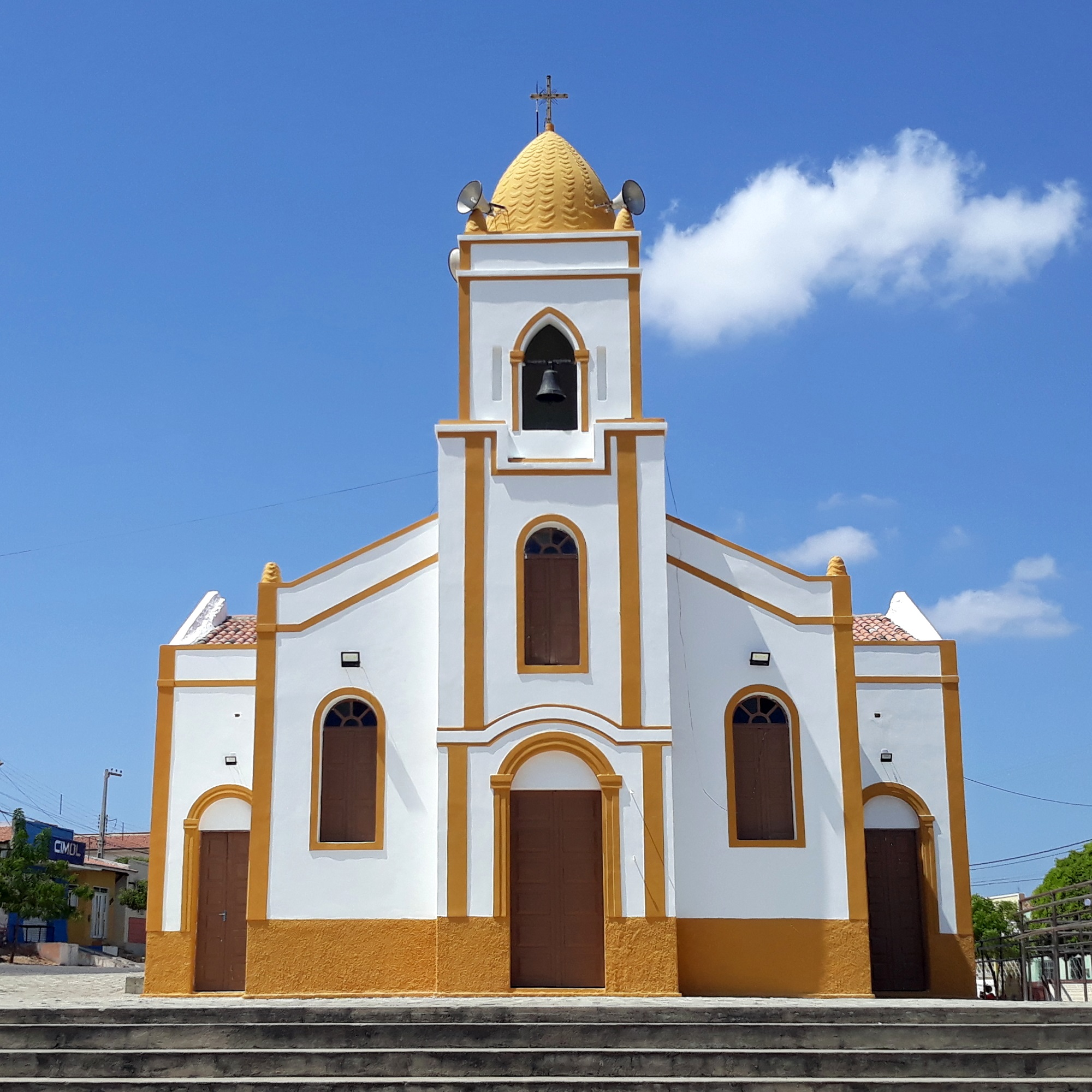
Santuário Eucarístico de São Benedito, padroeiro do bairro, inaugurado em 1948

São Benedito é o bairro mais populoso de Pau dos Ferros, município brasileiro no interior do estado do Rio Grande do Norte.
Inicialmente batizado de "Alto do Carrasco", surgiu nos anos 1930, quando famílias vindas de localidades próximas de Pau dos Ferros construíram as primeiras casas de taipa. Como a maioria dessas famílias tinha uma pele de cor escura, o local passou a se chamar "São Benedito", uma homenagem ao santo católico. Em 1937, foi construído o primeiro campo de futebol do município, que hoje não existe mais e se encontrava localizado em frente à atual agência do Instituto Nacional do Seguro Social (INSS).
Somente a partir da década de 1940 o bairro começou a crescer e se desenvolver, com a construção das primeiras casas de alvenaria. Nessa mesma década, foi construída uma capela dedicada a São Benedito, inaugurada em 1948, durante o paroquiato do monsenhor Manoel Caminha Freire de Andrade, vindo a se tornar santuário eucarístico em 2000.